# Noragami
Noragami (jap. ノラガミ) – manga stworzona przez duet autorów pod pseudonimem Adachitoka. Była wydawana na łamach magazynu Gekkan Shōnen Magazine od grudnia 2010 do stycznia 2024. Polski przekład ukazał się nakładem wydawnictwa Studio JG. 
Na podstawie mangi powstało anime, wyprodukowane przez studio Bones. Od 2 października do 25 grudnia 2015 emitowane były odcinki drugiej serii anime, zatytułowanej Noragami Aragoto.

## Fabuła
Bóg Yato, zbierając fundusze na własną świątynię, za niewielką opłatą udziela ludziom pomocy. Tym sposobem poznaje nastoletnią Hiyori, której dusza po wypadku opuszcza ciało. Przy boku Hiyori znajduje również swoją nową Świętą Broń, Yukine.

## Bohaterowie
- Yato (jap. 夜卜)

Seiyū: Hiroshi Kamiya 
- Hiyori Iki (jap. 壱岐 ひより Iki Hiyori)

Seiyū: Maaya Uchida 
- Yukine (jap. 雪音)

Seiyū: Yūki Kaji 
- Kofuku (jap. 小福)

Seiyū: Aki Toyosaki 
- Mayu (jap. 真喩)

Seiyū: Asami Imai 
- Daikoku (jap. 大黒)

Seiyū: Daisuke Ono 
- Kazuma (jap. 兆麻)

Seiyū: Jun Fukuyama 
- Mutsumi (jap. 睦美)

Seiyū: Mikako Komatsu 
- Bishamonten (jap. 毘沙門天)

Seiyū: Miyuki Sawashiro 
- Tenjin (jap. 天神)

Seiyū: Toru Ōkawa 
- Nora (jap. 野良)

Seiyū: Rie Kugimiya 

## Manga
Pierwszy rozdział mangi ukazał się w magazynie Gekkan Shōnen Magazine wydawnictwa Kōdansha 6 grudnia 2010 roku w styczniowym numerze magazynu.
W 2017 roku 75. rozdział nie ukazał się w majowym numerze magazynu Gekkan Shōnen Magazine tak jak planowano; w czerwcowym numerze podano natomiast, że wydawanie mangi zostało tymczasowo zawieszone z powodów zdrowotnych jednego z członków duetu autorów. Nie wiadomo kiedy wydawanie mangi zostanie wznowione. W kwietniu 2018 roku Kōdansha podała informację, że wydawanie mangi zostanie wznowione w lipcowym numerze magazynu Gekkan Shōnen Magazine, który zostanie wydany 6 czerwca 2018 roku.
15 lutego 2023 roku na oficjalnym koncie Twitter czasopisma „Gekkan Shonen Magazine” podano do wiadomości, że manga zakończy się wraz z 27 tomem, który został wydany 16 lutego 2024
W 2014 roku sprzedano 2 231 805 tomów mangi.
18. tom mangi do 21 maja 2017 roku został sprzedany w ponad 204 tysiącach egzemplarzy.
W Polsce seria została wydana przez wydawnictwo Studio JG.

### Spin-off
Wydano także tom zawierający poboczne rozdziały związane z serią. Pozycja ta została wydana pod zbiorczym tytułem Noragami. Bezpańskie opowieści (jap. ノラガミ拾遺集　壱 Noragami shūishū ichi). Kolejna część pobocznych opowieści została wydana pod tytułem Noragami shūishū ni (jap. ノラガミ拾遺集　弐) i dołączona do edycji specjalnej 20. tomu mangi. Trzecia część Opowieści..., pod tytułem Noragami shūishū san (jap. ノラガミ拾遺集　参), została dołączona do edycji specjalnej 24. tomu mangi.

## Anime
Powstawanie adaptacji mangi w formie anime ogłoszono w czerwcu 2013 roku. Serię wyreżyserował Kōtarō Tamura, za scenariusz odpowiedzialna była Deko Akao, a projekty postaci przygotował Toshihiro Kawamoto.
Pierwszy odcinek serii został zaprezentowany na Anime Festival w 2013 roku, jeszcze przez oficjalną premierą w telewizji. Pierwsza seria, składająca się z 12 odcinków, miała swoją premierę 5 stycznia 2014 roku na kanale Tokyo MX w Japonii, a także za pośrednictwem amerykańskiego serwisu Funimation. 

### Seria pierwsza
| N/o | #  | Tytuł                                             | Premiera         |
| --- | -- | ------------------------------------------------- | ---------------- |
| 1   | 1  | Ieneko to noragami to shippo (家猫と野良神と尻尾) | 5 stycznia 2014  |
| 2   | 2  | Yuki no yōna (雪のような)                         | 12 stycznia 2014 |
| 3   | 3  | Manekareta yakusai (招かれた厄災)                 | 19 stycznia 2014 |
| 4   | 4  | Shiawase no arika (しあわせの在処)                | 26 stycznia 2014 |
| 5   | 5  | Kyōkaisen (境界線)                                | 2 lutego 2014    |
| 6   | 6  | Kowai hito (コワイヒト)                           | 9 lutego 2014    |
| 7   | 7  | Mayoigoto, sadamegoto (迷い事、定め事)            | 16 lutego 2014   |
| 8   | 8  | Issen o koete (一線を越えて)                      | 23 lutego 2014   |
| 9   | 9  | Namae (名前)                                      | 2 marca 2014     |
| 10  | 10 | Imu beki mono (忌むべき者)                        | 9 marca 2014     |
| 11  | 11 | Suterareta kami (棄てられた神)                    | 16 marca 2014    |
| 12  | 12 | Hitohira no kioku (一片の記憶)                    | 23 marca 2014    |

### OVA
Dwa dodatkowe odcinki zostały dołączone do limitowanej edycji kolejno 10. i 11. tomu mangi, które zostały wydane kolejno 17 lutego i 17 lipca 2014 roku.
| N/o | #   | Tytuł                                   | Premiera       |
| --- | --- | --------------------------------------- | -------------- |
| 1   | OVA | Kamigakari, kamitatari (神憑り、神祟り) | 17 lutego 2014 |
| 2   | OVA | Haru no yakusoku (春の約束)             | 17 lipca 2014  |

### Seria druga
| N/o | #  | Tytuł                                    | Premiera             |
| --- | -- | ---------------------------------------- | -------------------- |
| 13  | 1  | Imina, nigirite (諱、握りて)             | 2 października 2015  |
| 14  | 2  | Kanojo no omoide (彼女の思い出)          | 9 października 2015  |
| 15  | 3  | Itsuwari no kizuna (イツワリノ絆)        | 16 października 2015 |
| 16  | 4  | Negai (願)                               | 23 października 2015 |
| 17  | 5  | Kamuhosaki, hosakiki (神祝き、呪きき)    | 30 października 2015 |
| 18  | 6  | Nasubeki koto (為すべきこと)             | 6 listopada 2015     |
| 19  | 7  | Kamisama no matsuri kata (神様の祀り方)  | 13 listopada 2015    |
| 20  | 8  | Magatsukami (禍津神)                     | 20 listopada 2015    |
| 21  | 9  | Ito no kireru oto (糸の切れる音)         | 27 listopada 2015    |
| 22  | 10 | Kaku arishi nozomi (斯く在りし望み)      | 4 grudnia 2015       |
| 23  | 11 | Kousen kaeri (復活)                      | 11 grudnia 2015      |
| 24  | 12 | Kimi no yobu koe (君の呼ぶ声)            | 18 grudnia 2015      |
| 25  | 13 | Fuku no kami no kotodzute (福の神の言伝) | 25 grudnia 2015      |

### OVA
| N/o | #   | Tytuł                                                                                                | Premiera          |
| --- | --- | --- | ----------------- |
| 1   | OVA | Yatogami renzoku satsujin jiken noragamisasupensu gekijō (夜ト神連続殺人事件 ノラガミサスペンス劇場) | 17 listopada 2015 |
| 2   | OVA | Issho ni shashin o (一緒に写真を)                                                                    | 17 marca 2016     |

### Muzyka
Czołówką pierwszej serii anime to „Goya no machiawase” (jap. 午夜の待ち合わせ), skomponowana i napisana przez Shuntarō i w aranżacji i wykonaniu Hello Sleepwalkers. Piosenka końcowa, „Heart Realize” (jap. ハートリアライズ Hāto Riaraizu), została skomponowana, zaaranżowana i napisana przez Supercell i wykonywana przez Tia. W drugim sezonie czołówką serii jest „Kyōran Hey Kids!!” (jap. 狂乱 Hey Kids!!) autorstwa The Oral Cigarettes, a piosenką końcową jest „Nirvana” (jap. ニルバナ) także śpiewana przez Tia.